# Ragnar Johansson
För andra betydelser, se Ragnar Johansson (olika betydelser).
Kurt Ragnar Edvard Johansson, född 4 januari 1913 i Alunda, Uppsala län, död 21 november 1997 i Vänge, Uppland, tecknare och målare.

## Biografi
Ragnar Johansson växte upp i Vattensta utanför Gimo, var utbildad i Paris och bosatt och verksam under större delen av livet i Uppsala och Härjedalen, med återkommande resor och vistelser ut i världen. Han gjorde sig känd som landskaps- och porträttmålare och räknas som en av Sveriges främsta fjällskildrare. Han var även en skicklig tecknare. Bland hans offentliga arbeten märks altartavlan i Almtunakyrkan, Uppsala och porträttet av Jan Fridegård på Uppsala stadsbibliotek samt verk på Statens porträttsamling vid Gripsholm.